# Encephalartos aplanatus
Encephalartos aplanatus es una especie de Cycadopsida del género Encephalartos, de la familia Zamiaceae, del orden Cycadales.

## Distribución
Encephalartos aplanatus se distribuye por Suazilandia.

## Taxonomía
Fue descrita científicamente por Vorster. Fue publicado por primera vez en Vorster. In: S. African J. Bot. 62: 57-60. (1996).